# 船徳
船徳（ふなとく）は古典落語の演目の一つ。初代 古今亭志ん生が作成したお初徳兵衛を初代 三遊亭圓遊が面白おかしく、膨らました噺と言われている。

## あらすじ
訳あって親元を勘当され、大川端にある船宿の居候となっている若旦那の徳兵衛だが、毎日が退屈なのと世話になっている船宿の親方の手前もあり、船頭にしてほしいと頼み込む。始め渋っていた親方だが、船頭たちも賛成してくれたので承知する。
だが、力の無い若旦那の事、一向にお呼びがかからない。夏の暑い盛り、浅草観音様の四万六千日の縁日に船頭が出払ってしまい、馴染みの客から声がかかる。心配する船宿の女房の心配もどこ吹く風と、徳兵衛は客を乗せて大川を渡ろうとするが失敗してばかり、客も「おい。大丈夫かい。」
と声をかけるが、「へえ。大丈夫です。この前は一人御客を川に落してしまいましたが、今日はそんなことはない。」「おい、冗談じゃないよ。」と大騒ぎ。
ようようにして対岸についたが（岸まで着かず、客に川の中を歩いてもらうというやり方もある）、徳兵衛は心身ともに疲れてしまって「御客様。お上がりになったら、船頭一人雇ってください。」

## 解説
もともとは「お初徳兵衛浮名の桟橋」という、近松門左衛門の『曽根崎心中』の登場人物の名を借りた長編の人情噺だったのを、明治期に初代 三遊亭圓遊が発端部をアレンジし、当世風のクスグリを盛り込んで滑稽噺としたものである。今日でも演者が多く、棹の使い方や櫓の漕ぎ方などの仕草によって、若旦那の生かじりの船頭ぶりも見ものである。

## オチ（サゲ）の種類
船徳は噺家の中でも人気のある噺であり、数種類の落ちが存在する。上記のように、船頭であるはずの徳兵衛が客に別の船頭を雇うように頼むものや、川岸近くで徳兵衛が艪を川に流してしまい、客は仕方なく川に腰まで入り、対岸までいこうとするがその客に徳兵衛がおんぶをしてもらおうとするものがある。瀧川鯉昇は、まず噺の序盤で徳兵衛は「質屋」の若旦那であると設定しておき、客が仕事を放棄してしまった徳兵衛を見て、「客も流した」と言ったところで落ちにしている。

## 主な演者

### 物故者
- 八代目桂文楽 - 文楽がこの噺を演じる際の「四万六千日（しまんろくせんにち）――お暑いさかりでございます」の一言は有名で、船宿の風俗や江戸の夏の暑さを描ききった名人芸は高い評価を受けた[1]。橋の上から若旦那に知り合いが呼びかける「徳さん一人かい!?　大丈夫かーい!?」も、船の客を恐怖のどん底に陥れる名フレーズとしてよく使われる。
- 古今亭志ん朝[2]

### 現役
- 三遊亭小遊三
- 桂ひな太郎
- 林家たい平
- 桃月庵白酒
- 春風亭一之輔